# Primož Strle
Primož Strle, veteran vojne za Slovenijo, * 15. april 1962, Ljubljana.

## Vojaška odlikovanja
- zlata medalja generala Maistra z meči (31. januar 1992)
- bronasta medalja Slovenske vojske (24. oktober 2000)
- spominski znak Hrast (24. februar 1998)
- spominski znak Kanal (24. februar 1998)
- znak Manevrske strukture Narodne zaščite 1990 (28. april 1998)